# Carl Kayser-Eichberg

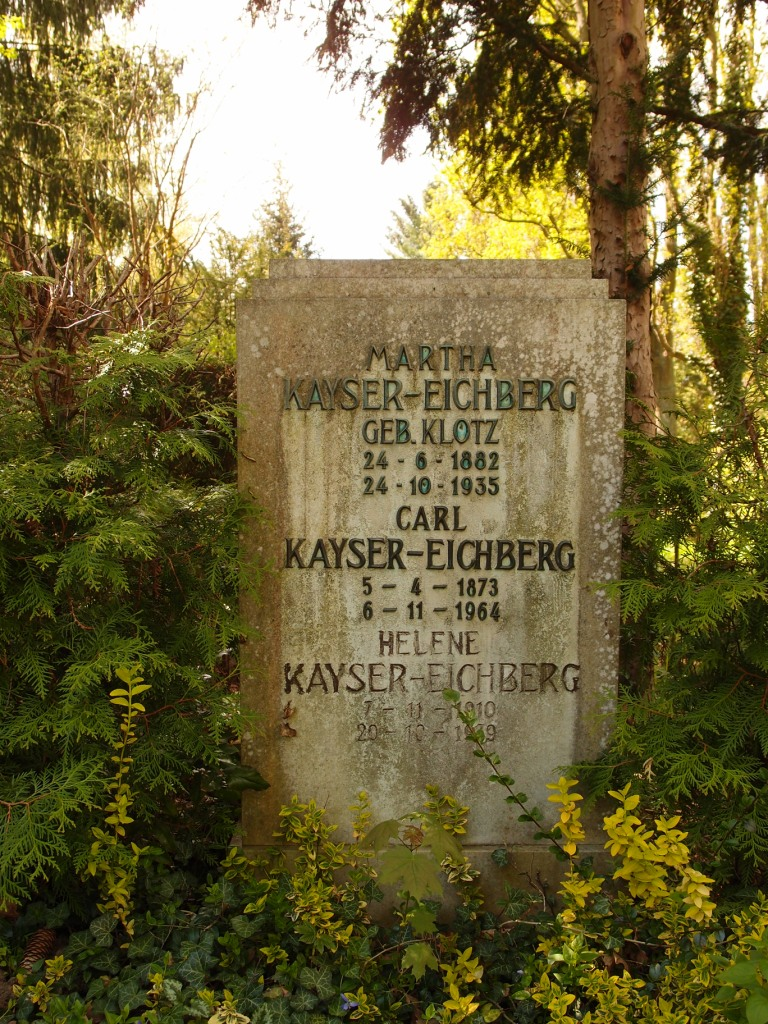
Grab von Carl Kayser-Eichberg auf dem Evangelischen Friedhof in Potsdam-Bornstedt

Carl Kayser-Eichberg (* 5. April 1873 in Eichberg im Landkreis Hirschberg im Riesengebirge; † 6. November 1964 in Potsdam) war ein deutscher Maler.

## Leben
Carl Kayser war der Sohn eines Papierfabrikanten in Hohenofen. Er absolvierte das Gymnasium in Neuruppin und zog dann nach Berlin-Steglitz. Von 1893 bis 1899 studierte er Malerei an der Berliner Kunstakademie, ab 1895 als Meisterschüler bei Eugen Bracht. Fortan nannte er sich nach seinem Geburtsort Kayser-Eichberg. Er malte in impressionistischer Art mit Vorliebe märkische Flachlandschaften, Heidegegenden, oft mit einer bäuerlichen Staffage oder Vieh. 1899 gehörte er neben Fritz Geyer, August Achtenhagen, Felix Krause, Louis Lejeune, Theodor Schinkel und Hans Pigulla zu den Mitbegründern des Märkischen Künstlerbundes. Während des Ersten Weltkrieges war Kayser-Eichberg Kriegsmaler. 1921 zog er nach Potsdam. Dort schloss er sich 1923 der Freimaurerloge „Teutonia zur Weisheit“ an. Von 1926 bis 1931 war er 2. Vorsitzender, dann bis 1936 Vorsitzender des Potsdamer Kunstvereins. Dieses Amt musste er wegen seiner Logenzugehörigkeit niederlegen.
In der Zeit des Nationalsozialismus war Kayser-Eichberg Mitglied der Reichskammer der bildenden Künste und des nazistischen Frontkämpferbundes bildender Künstler.
Als letztes Mitglied gehörte Kayser-Eichberg bis 1955 dem Berlinischen Künstler-Verein (BKV) an. Er war auf wichtigen Kunstausstellungen vertreten, u. a. ab 1900 regelmäßig auf der Großen Berliner Kunstausstellung, seit seinem Umzug nach Potsdam auf den Ausstellungen „Potsdamer Kunstsommer“ des Potsdamer Kunstvereins und 1953 auf der 3. Deutschen Kunstausstellung in Dresden.
Kayser-Eichberg wurde auf dem Bornstedter Friedhof beerdigt.
2009 kaufte der Förderverein des Potsdam-Museums e.V. einige seiner Bilder für die städtische Sammlung.

## Werke (Auswahl)

### Malerei
- Vollmond über dem ligurischen Golf (Öl, um 1910)[3]
- Junitag in der Mark (Öl; ausgestellt 1940 auf der Großen Deutschen Kunstausstellung in München)[4]
- Aufziehendes Gewitter (Öl; ausgestellt 1941 auf der Großen Deutschen Kunstausstellung in München)[5]
- Auf heimischer Scholle (Öl, vor 1941; vormals im Bestand der Nationalgalerie Berlin; kriegsbedingt verschollen)[6]

- Schäfer und Herde (Öl auf Holz; 71 × 86 cm; Berlinische Galerie)

- Pflügender Bauer (Öl auf Leinwand, 75,5 × 95 cm; 1948; Berlinische Galerie)

- Kiefernschlucht (Öl, 46 × 61 cm, 1952; ausgestellt 1953 auf der Dritten Deutschen Kunstausstellung)[7]
- Mecklenburgischer See (Öl, 1952)[8]
- Weidengruppe (Öl, 1952)[9]
- Überlandzentrale (Öl, 1952)[10]
- Heimkehr (um 1954, Öl; Auftragsarbeit für das Krankenhaus „Friedrich Wolf“ in Hennigsdorf)[11]

### Buchillustrationen
- Fritz Wertheimer: Kurland und die Dünafront. Deutsche Verlagsanstalt, Stuttgart, 1916
- Fritz Wertheimer: Hindenburgs Mauer im Osten. Deutsche Verlagsanstalt, Stuttgart, 1916

### Essayistische Publikation
- Potsdam als Künstlerstadt. Alfred-Protte-Verlag, Potsdam, 1934

## Ausstellungen in der Zeit des Nationalsozialismus
- 1937: Chemnitz, König-Albert-Museum („Erzgebirgische Landschaft“)
- 1939: Dresden, Ausstellungsgelände der Stadt Dresden („Kunst und Technik“)
- 1939: Hamburg, Kunstverein („Ausstellung schlesischer Künstler“)
- 1940: Berlin, Ausstellungsraum der AWAG („Frühjahrsausstellung des Frontkämpferbundes bildender Künstler“)
- 1940 und 1941: München, Große Deutsche Kunstausstellungen
- 1941: Berlin, Preußische Akademie der Künste (Kunstausstellung des Hilfswerks für die deutsche bildende Kunst in der NS-Volkswohlfahrt)